# 高倉やえ
高倉 やえ（たかくら やえ、1937年 - ）は、日本の小説家。

## 経歴・人物
福岡県立小倉高等学校を経て、東京女子大学英米文学科卒業。1983年に通訳者・翻訳者養成学校ISS(現・ISSインスティチュート)を卒業後、会議通訳者として活躍しており、これまでに、アジア人口会議、北京女性会議、日・米・欧教科書会議、北方生物会議など多くの会議を担当。2004年より朝日カルチャーセンターの小説教室で根本昌男（元『海燕』編集長）の指導を受ける。2015年2月、投稿作「ものかげの雨」で第1回林芙美子文学賞佳作を受賞。

## 作品リスト

### 単行本
- 『天の火』(梨の木舎、2011年9月)
- 『星月夜』（角川書店、2013年8月）
- 『雪の朝』（KADOKAWA、2015年12月）
- 『紅い海』（KADOKAWA、2017年12月）
- 『ものかげの雨』（KADOKAWA、2019年3月）

### 雑誌掲載作品
小説
- 「クワエクンケ スント ベラ」 - 『早稲田文学』2016年夏号（筑摩書房）
- 「夢の先の命」 - 『みすず』2017年12月号（みすず書房）

### 電子書籍
- 『行方』（2016年12月）
- 『私は覚えていた: 伝えなければならない幼い戦争の記憶』（2017年9月）
- 『ものかげの雨: 手紙の奥から湧き上がる恨み』（2017年9月）
- 『夜のおとないびと: どうしようもない運命のロマン伝説』（2017年9月）
- 『夢の先の命: 伝えられない戦争の記憶』（2017年12月）
- 『紅い海: 全く違う価値観に直面したら貴方はどうしますか』（2019年2月）
- 『皇居: 皇居の奥のお人柄』（2019年2月）
- 『靖国の石』（2019年10月）